# Saturnino Allende
José Saturnino de Allende (Córdoba, septiembre de 1788 - mayo de 1867) fue un sacerdote católico argentino que tuvo destacada actuación en la época del primer federalismo cordobés y en los años de las guerras civiles argentinas.

## Biografía
Era hijo del sargento mayor Pedro Lucas de Allende, y hermano del coronel Faustino Allende y del doctor Tomás Allende. Estudió en el Colegio de Monserrat y en la Universidad local, doctorándose en derecho en 1811. Pocos meses después se ordenó sacerdote.
Fue profesor de filosofía y teología en la Universidad. En 1813 fue nombrado cura de Río Tercero; meses más tarde después fue nombrado rector del Seminario diocesano de Córdoba, que era parte de la Universidad. Debió enfrentar toda clase de conflictos: los más importantes fueron un escándalo con acusación de herejía contra un alumno, y poco después un enorme alboroto y destrozos por parte del alumnado, que terminó con la expulsión de sus promotores.
Durante el gobierno provincial de Ambrosio Funes fue expulsado de su cargo, por haberse manifestado partidario de los federales. En 1820 formó parte de la legislatura reunida por el gobernador José Javier Díaz, que declaró la autonomía provincial, y que llevó al gobierno al general Juan Bautista Bustos. Fue enviado por este a pactar la paz con las provincias de Buenos Aires y Santa Fe; fue el firmante del Tratado de Benegas, de noviembre de 1820, por la provincia de Córdoba.
En 1823 volvió a asumir el rectorado del Seminario, y fue también secretario del gobernador del obispado, Pedro Ignacio de Castro Barros, de quien era muy amigo. En 1828 viajó con éste a Roma, con la intención de entrevistarse con el Papa, cosa que no lograron hacer.
Regresó a Córdoba a fines de 1829 y – como la mayor parte de la familia Allende – apoyó el gobierno del general Paz. Cuando los unitarios fueron derrotados, fue tomado prisionero y remitido a Santa Fe. Recobró la libertad a fines de 1831.
En 1835 acompañó nuevamente a Castro Barros a Chile y Uruguay. Al año siguiente ingresó como novicio en la Compañía de Jesús – recientemente restaurada en la Argentina – y promovió la instalación de un colegio jesuita en Córdoba.
Apoyó la revolución unitaria de octubre de 1840 apoyó la revolución unitaria de octubre, y cuando ésta fue vencida huyó a Montevideo, pasando después a Chile. Alí fundó una revista católica, que Allende pagó de su propio dinero, y que editó juntamente con Castro Barros y Vitaliano Molina. Diez años más tarde defendió en la prensa chilena la figura de Castro Barros –recientemente fallecido– de los ataques que le dedicó Domingo Faustino Sarmiento en sus “Recuerdos de Provincia”.
Volvió a Córdoba a mediados de 1852, después de la Batalla de Caseros y de la caída del caudillo federal Manuel López. Durante unos meses volvió a ser rector del Seminario. En 1854 fue presidente de la legislatura provincial y de la convención constituyente, y en los años siguientes fue nombrado cura rector de la Catedral de Córdoba, cargo que ejerció el resto de su vida.
Falleció en Córdoba en 1867.